# Berlencourt-le-Cauroy
Berlencourt-le-Cauroy is een gemeente in het Franse departement Pas-de-Calais (regio Hauts-de-France). De gemeente telt 261 inwoners (2004) en maakt deel uit van het arrondissement Arras.

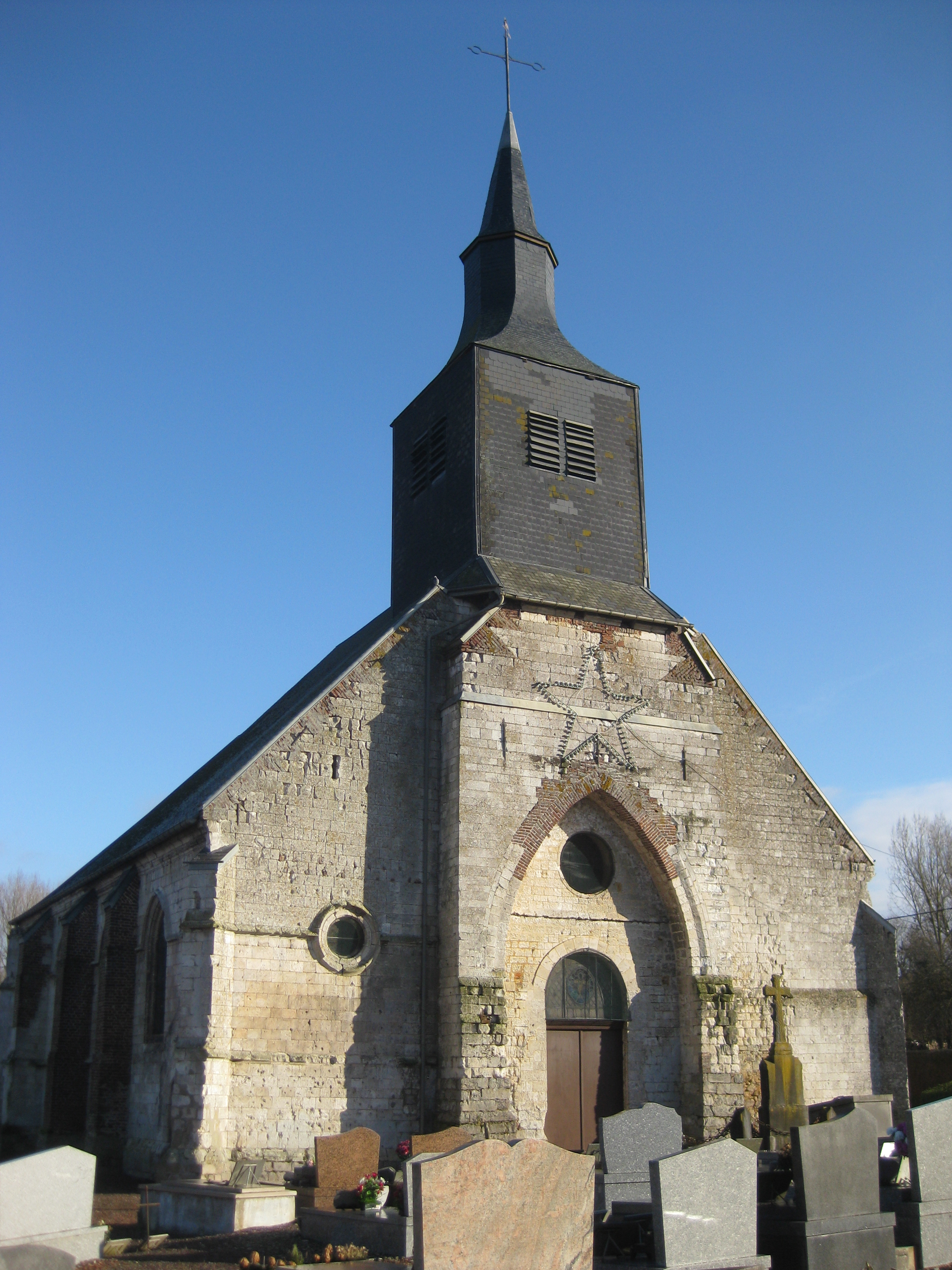
Église Saint-Sulpice

## Geschiedenis
Oude vermeldingen van de plaats dateren uit de 12de eeuw als Bellancourt en Berlencurt. De kerk van Berlencourt had die van Sars-le-Bois als hulpkerk. Ook Le Cauroy, Liencourt en Denier waren van de kerk van Berlencourt afhankelijk. 
Op het eind van het ancien régime werd Berlencourt een gemeente. In 1927 werd de gemeentenaam uitgebreid tot Berlencourt-le-Cauroy.

## Geografie
De oppervlakte van Berlencourt-le-Cauroy bedraagt 7,5 km², de bevolkingsdichtheid is 34,8 inwoners per km². Door Berlencourt stroomt de Canche. In het zuiden van de gemeente ligt het gehucht Le Cauroy.
De onderstaande kaart toont de ligging van Berlencourt-le-Cauroy met de belangrijkste infrastructuur en aangrenzende gemeenten.

## Bezienswaardigheden
- De Église Saint-Sulpice. Het 18de-eeuwse altaar, tabernakel en retabel werden in 1912 geklasseerd als monument historique. Ook een 16de-eeuws standbeeldje van Sint-Jan de Doper werd in 1912 geklasseerd. In 1978 werd nog een 18de-eeuwse biechtstoel geklasseerd en in 1983 een 16de-eeuwse reliekhouder.
- Het beschermde Château du Cauroy

## Demografie
Onderstaande figuur toont het verloop van het inwonertal (bron: INSEE-tellingen).